# Willersey
Willersey – wieś w Anglii, w hrabstwie Gloucestershire. Leży 35 km na północny wschód od miasta Gloucester i 134 km na północny zachód od Londynu.